# Joseph Mermans
Joseph Mermans, més conegut com a Jef Mermans, (Merksem, Anvers, 16 de febrer de 1922 - Wildert, 20 de gener de 1996) fou un futbolista belga de les dècades de 1940 i 1950.

## Trajectòria
Va començar al Tubantia F.A.C. (un petit club del suburbi d'Anvers). Al cap de cinc anys ingressà al primer equip. Els seus progressos captaren l'atenció del seleccionador belga, qui el convocà per l'equip B en un partit enfront Luxemburg el mes de gener de 1939. Va rebre ofertes per ingressar al club Beerschot, però el Tubantia les refusà. Finalment l'RSC Anderlecht es feu amb els seus serveis després de pagar un total de 125.000 francs belgues. L'any 1947 fou decisiu perquè el club guanyés la seva primera lliga belga, marcant 38 gols (succeint Bert De Cleyn com a màxim golejador). En total guanyà 7 lligues belgues i fou 3 cops màxim golejador. En el punt àlgid de la seva carrera va rebre ofertes de AS Roma, Torino Calcio, Atalanta Bergamo, Reial Madrid CF, S.S. Lazio i Atlètic de Madrid però l'Anderlecht les refusà totes. L'any 1957 fitxà pel K. Olse Merksem, club de la seva ciutat natal, amb el qual ascendí de tercera a segona divisió.
Disputà 56 partits amb la selecció belga, inclosos dos en el Mundial de 1954, marcant un total de 27 gols.
L'estadi de futbol de Merksem duu el seu nom.